# 미미로즈
미미로즈(mimiirose)는 대한민국의 7인조 걸 그룹이다. 2022년 9월 16일 싱글 Awesome으로 데뷔했다.
그룹명인 '미미로즈'(mimiirose)는 아름다움을 의미하는 mimiimii와 장미를 의미하는 rose의 합성어이다. 그룹은 장미 꽃잎처럼 멤버들의 내면과 외면의 아름다움을 강조한다.

## 구성원
| 이름 | 소개 |
| ---- | --- |
| 연재 | - 본명 : 최연재 - 생년월일 : 2000년 12월 6일(24세) - 출생지 : 대한민국 - 활동기간 : 2022년 9월 16일 ~ 현재  |
| 효리 | - 본명 : 인효리 - 생년월일 : 2000년 6월 2일(25세) - 출생지 : 대한민국 - 활동기간 : 2022년 9월 16일 ~ 현재   |
| 예원 | - 본명 : 한예원 - 생년월일 : 2003년 2월 7일(22세) - 출생지 : 대한민국 - 활동기간 : 2022년 9월 16일 ~ 현재   |
| 지아 | - 본명 : 윤지아 - 생년월일 : 2004년 1월 16일(21세) - 출생지 : 대한민국 - 활동기간 : 2022년 9월 16일 ~ 현재  |
| 안나 | - 본명 : 토야마 안나 - 생년월일 : 2005년 2월 19일(20세) - 출생지 : 일본 - 활동기간 : 2024년 8월 16일 ~ 현재 |
| 윤주 | - 본명 : 서윤주 - 생년월일 : 2005년 12월 26일(19세) - 출생지 : 대한민국 - 활동기간 : 2022년 9월 16일 ~ 현재 |
| 예린 | - 본명 : 안예린 - 생년월일 : 2007년 3월 18일(18세) - 출생지 : 대한민국 - 활동기간 : 2024년 8월 16일 ~ 현재  |

## 음반

### 싱글
- 《Awesome》 (2022년 9월 16일)
- 《LIVE》 (2023년 9월 14일)
- 《REEBON》 (2024년 8월 16일)